# قرصعنة أطلسية صحراوية
قرصعنة أطلسية صحراوية (الاسم العلمي:Eryngium antiatlanticum) هي نوع من النباتات تتبع جنس القرصعنة من الفصيلة الخيمية.